# Botrychium montanum
Botrychium montanum är en låsbräkenväxtart som beskrevs av Wagner. Botrychium montanum ingår i släktet låsbräknar, och familjen låsbräkenväxter. Inga underarter finns listade i Catalogue of Life.